# Black Rock Conservation Park
Black Rock Conservation Park är en park i Australien. Den ligger i delstaten South Australia, omkring 250 kilometer norr om delstatshuvudstaden Adelaide.
Trakten runt Black Rock Conservation Park är nära nog obefolkad, med mindre än två invånare per kvadratkilometer.. Närmaste större samhälle är Orroroo, omkring 19 kilometer väster om Black Rock Conservation Park.
Omgivningarna runt Black Rock Conservation Park är i huvudsak ett öppet busklandskap. Genomsnittlig årsnederbörd är 370 millimeter. Den regnigaste månaden är februari, med i genomsnitt 60 mm nederbörd, och den torraste är oktober, med 6 mm nederbörd.